# 医院骑士团治下的马耳他
医院骑士团治下的马耳他（義大利語：Ordine di San Giovanni di Gerusalemme，1530年 - 1798年6月11日）是西西里王国的一个附庸国。在骑士团失去罗德岛之后，查理五世于1530年赐予骑士团馬耳他島、戈佐岛和的黎波里。奥斯曼帝国在1551年成功从骑士团手中取得了的黎波里，但1565年的马耳他之围却被骑士团击败。
1565年马耳他之围后，骑士团决定永久定居于马耳他，并且开始建设新首都——瓦莱塔。接下来的两个世纪里，马耳他进入了黄金时代，艺术、建筑蓬勃发展，马耳他社会也获得了整体上的改善。17世纪中期，骑士团是加勒比海上一些岛屿事实上 (de facto) 的持有者，而马耳他也是众多曾殖民美洲的国家中最小的一个。
骑士团在1770年左右后开始衰退，其势力在1792年的法国大革命更是遭到重挫。1798年，拿破仑一世率领法国军队攻占马耳他并驱逐了骑士团，成立法属马耳他，但遭到马耳他人反抗。1800年，马耳他岛成为英国保护国。根据《亞眠和約》，马耳他本应于1802年归还给骑士团，但英国政府却继续统治马耳他岛，并在1814年《巴黎条约》签订后正式将其纳为英国殖民地。

## 16世纪

### 初期
1522年罗德岛大围攻后，医院骑士团就被奥斯曼帝国的军队驱逐出罗得岛。在欧洲流浪了7年后，西西里王国国王查理五世于1530年将马耳他、戈佐岛和北非的黎波里以永恒封地的形式赐予众骑士。作为交换，骑士团每年将进贡一只马耳他猎鹰，这些猎鹰将在诸灵节献给西西里国王的代表——西西里总督。
骑士团在比尔古安顿下来，并将之定为首都。他们重建了原称Castrum Maris的古堡，并将之命名为圣安吉洛堡，大幅提升了马耳他岛的防御。除此之外，他们也建造了许多新的建筑物。不久后，骑士团开始铸币。
医院骑士团采取行动对付以巴巴里海盗为主的穆斯林。虽然骑士团的舰队规模很小，但这却加剧了奥斯曼帝国对于骑士团重新在岛上定居的不满。1551年7月，奥斯曼军队试图攻占圣安吉洛堡和姆迪纳，但由于守军人数太多而在数天后改为入侵戈佐岛。他们航行至的黎波里并于8月占领了该座城市。在遭受数次袭击后，骑士团尝试着恢复戈佐岛的人口并强化格兰德港的防御。骑士团建造了含聖埃爾莫要塞和圣迈克尔堡在内的数个堡垒，并在圣迈克尔堡附近建立了名为森格萊阿的城镇。
1551年到1556年之间，马耳他遭龙卷风袭击，骑士团至少有4个桨帆船被破坏，并且有约600人死亡。这是马耳他历史上最严重的自然灾害，也是有史以来造成最多人死亡的龙卷风之一。
1553年，查理五世献议赐予医院骑士团现代突尼西亞的马赫迪耶，将之作为骑士团的第三块领地，但骑士团以维护成本太高为由拒绝了这项献议。于是，查理五世命令西西里总督胡安·德·维加摧毁马赫迪耶以防止穆斯林将之占据。胡安烧毁了马赫迪耶，并禁止将小麦出口到马耳他以作为骑士团拒绝国王献议的报复。作为对策，森格尔大团长把工程师Vincenzo Vogo带到马耳他并让他改良所有磨坊，成功避免了饥荒的发生。

### 围城及后续
1565年，奥斯曼帝国苏丹苏莱曼一世派遣4万大军进攻马耳他，以将之作为再一次侵略欧洲的基地，而当时马耳他的守军只有700名骑士和8000个士兵。
战斗初期，战况和当年罗得岛大围攻一样惨烈。许多城市被毁，骑士团也有一半的成员遭到杀害。8月18日，骑士团的处境越来越绝望，不断减少的成员让他们无法再继续维持那么长的防线。即便如此，大团长让·德·瓦莱特还是拒绝了当地委员会放弃比尔古、森格萊阿并撤退到圣安吉洛堡的提议。
西西里总督也未派遣援军。这相信是因为腓力二世下的命令不够明确而让总督犹豫是否要牺牲自己的领地来帮助骑士团。要是战败的话，那不勒斯和西西里岛将完全暴露在奥斯曼帝国眼皮底下；而留在让·德·瓦莱特那里的独子也让他无法对这场战争坐视不管。无论如何，总督始终没有派遣援军。

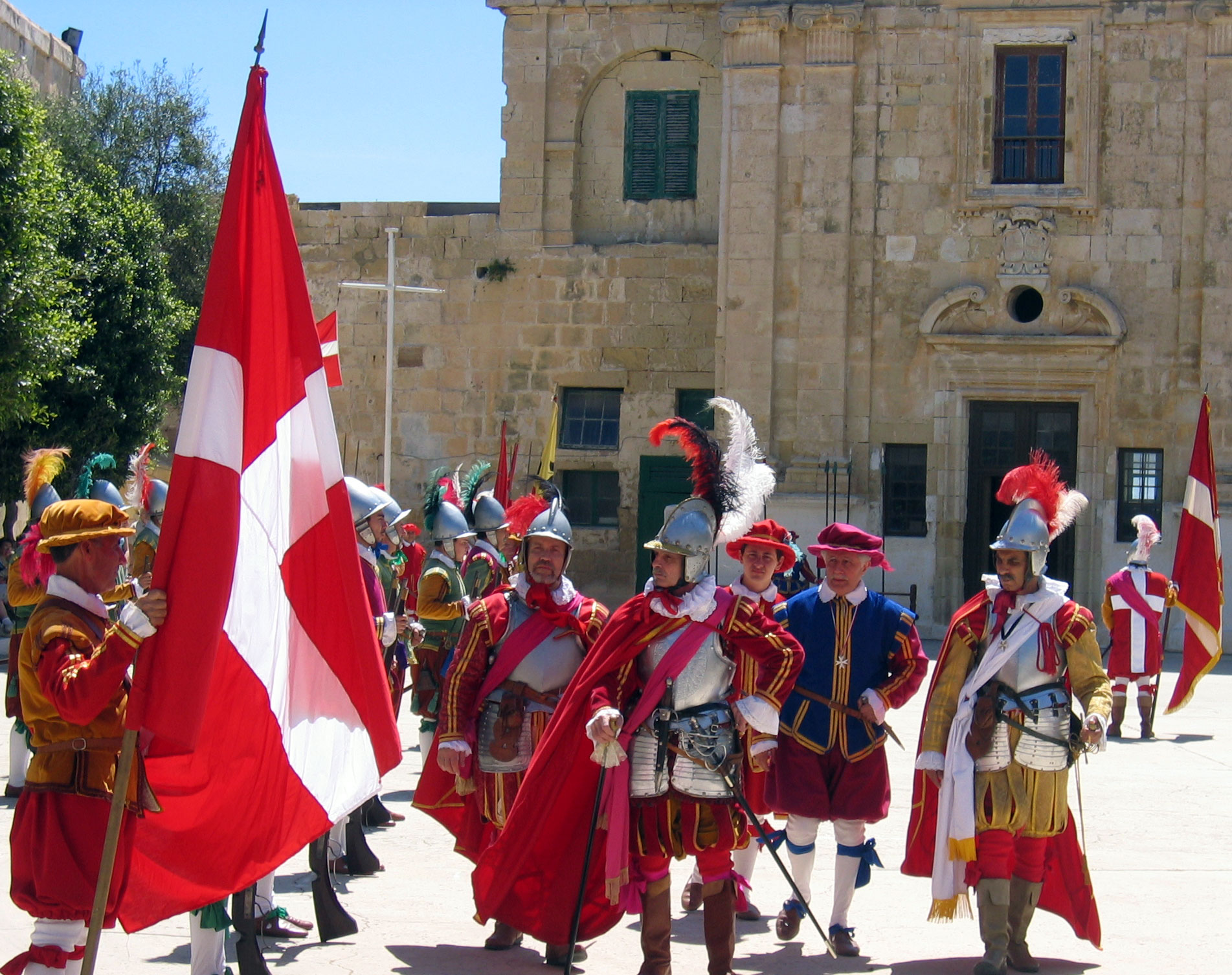
2005年在聖埃爾莫要塞重现的骑士团军事训练。

6月16日，奥斯曼帝国发动大型攻击。守方用尽全力抵挡了土耳其军队的进攻，甚至连伤员也被派上战场。即使土耳其军队成功攻下了圣埃尔莫堡，守方的防御依然坚固。马耳他守军日以继夜地修补了防御缺口，攻下马耳他更是变得难上加难。进入夏季后，许多驻扎在拥挤地区的奥斯曼士兵纷纷染病。粮弹开始紧缺，久攻不下的马耳他也让土耳其士兵的士气不断下降。6月23日，奥斯曼舰队的海军上将德拉古特战死对奥斯曼军队而言更是个沉重的打击。土耳其的另外两个指挥官皮里帕夏和穆斯塔法·帕夏更是犯下多次失误：只使用了一次庞大的土耳其舰队、不与非洲海岸联系、没有拦截西西里的增援部队。
9月1日，土耳其军队发动最后一次进攻。士气低落、进攻乏力的土耳其军队使得被围困的守军受到极大的鼓舞。与此同时，土耳其军队收到了来自西西里的援军抵达梅利哈湾的消息。在没注意到援军人数其实很少的情况下，土耳其军队于9月8日开始撤退。马耳他之围可能是最后一次由骑士取得决定性胜利的战役。

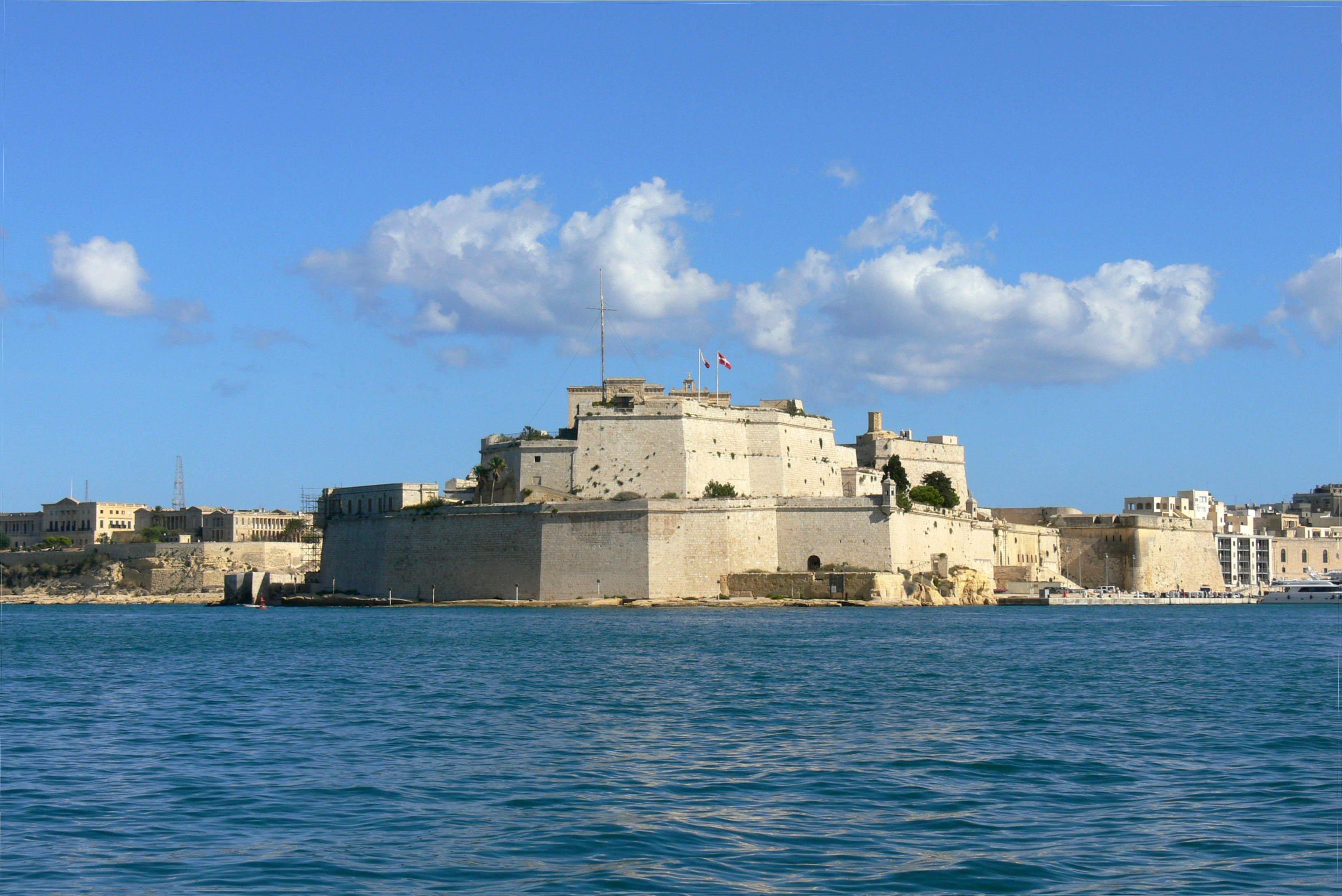
圣安吉洛堡。

奥斯曼帝国撤军后，医院骑士团只剩600名可用兵力。有明显的证据表明，奥斯曼帝国的军力曾高达4万人，只有1万5千人最终回到了君士坦丁堡。瓦莱塔大团长宫的圣殿（Throne Room）圣米迦勒及圣乔治大厅挂着由Matteo Perez d'Aleccio所绘的围城壁画，其中4幅于1576年至1581年完成油画现存于格林尼治的王后宫。
围城结束后，一座新城市瓦莱塔建成了。这座城市的名字是为了纪念那位抵御了大围攻的大团长。1571年，它成为了骑士团的总部，并且作为马耳他的首都至今。
1574年，罗马宗教裁判所在马耳他成立，取代马耳他原本由天主教巴勒莫总教区管理的宗教裁判所。
1581年，骑士团的修道院和大团长Jean de la Cassière发生了冲突，并随即升级为叛乱，Jean de la Cassière被押入圣安吉洛堡的大牢而马苏林·罗姆加斯被选为新任大团长。额我略十三世派遣使者加斯帕雷·維斯孔蒂来调停这场纠纷，而Jean de la Cassière和罗姆加斯则被传唤到罗马以解释这起事件的来龙去脉。抵达罗马不到一个星期，罗姆加斯便去世了，Jean de la Cassière也恢复了其大团长的身份。不过，他在不久后也去世了，从而为这起纠纷画下句点。1582年1月，Hugues Loubenx de Verdalle获选为新一任大团长。

## 17世纪

### 主要项目

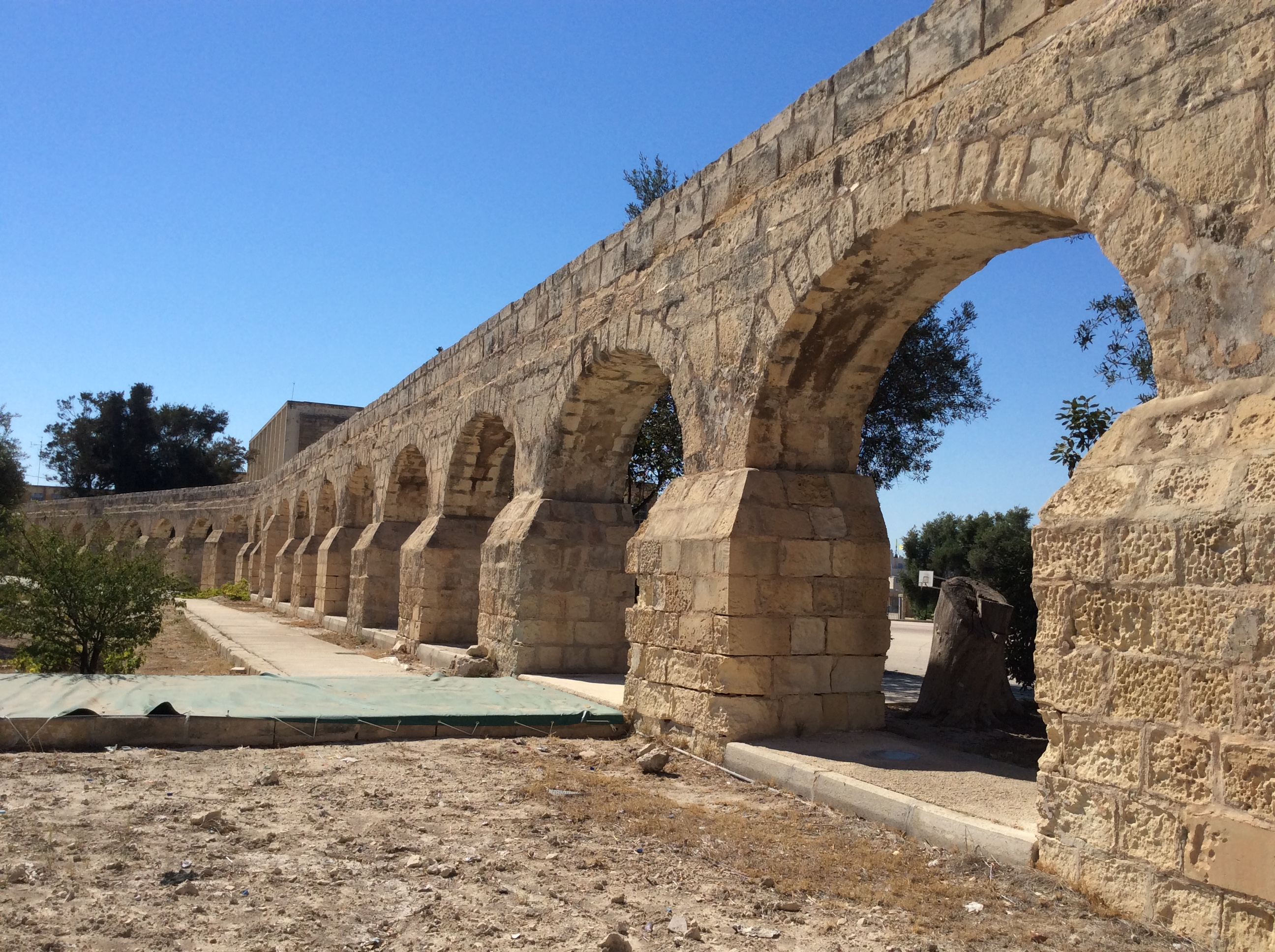
比爾基卡拉的魏格纳克特高架渠。

1615年，输送丁利和拉巴特的水源至首都瓦莱塔的魏格纳克特高架渠完工。这个高架渠持续运作至20世纪初，其大部分至今依然保存完好。
17世纪发生的一系列事件也促使骑士团改良了马耳他的防御工事。戈佐岛上的奇塔代拉大部分都是在1599年至1622年期间重新修建的。分别于约1630年和约1640年开始兴建的弗洛里亚纳防线和圣玛格丽特防线也强化了格兰德港的防御力量。不久后，环绕圣玛格丽特防线的瓦尔佩加防线开始动工。由于资金不足，圣玛格丽特防线和瓦尔佩加防线曾经停工了好一段时间才完工。17世纪末，用作保护格兰德港入口里卡索利堡开始动工。与此同时，圣埃尔莫堡和圣安吉洛堡也获得了提升。

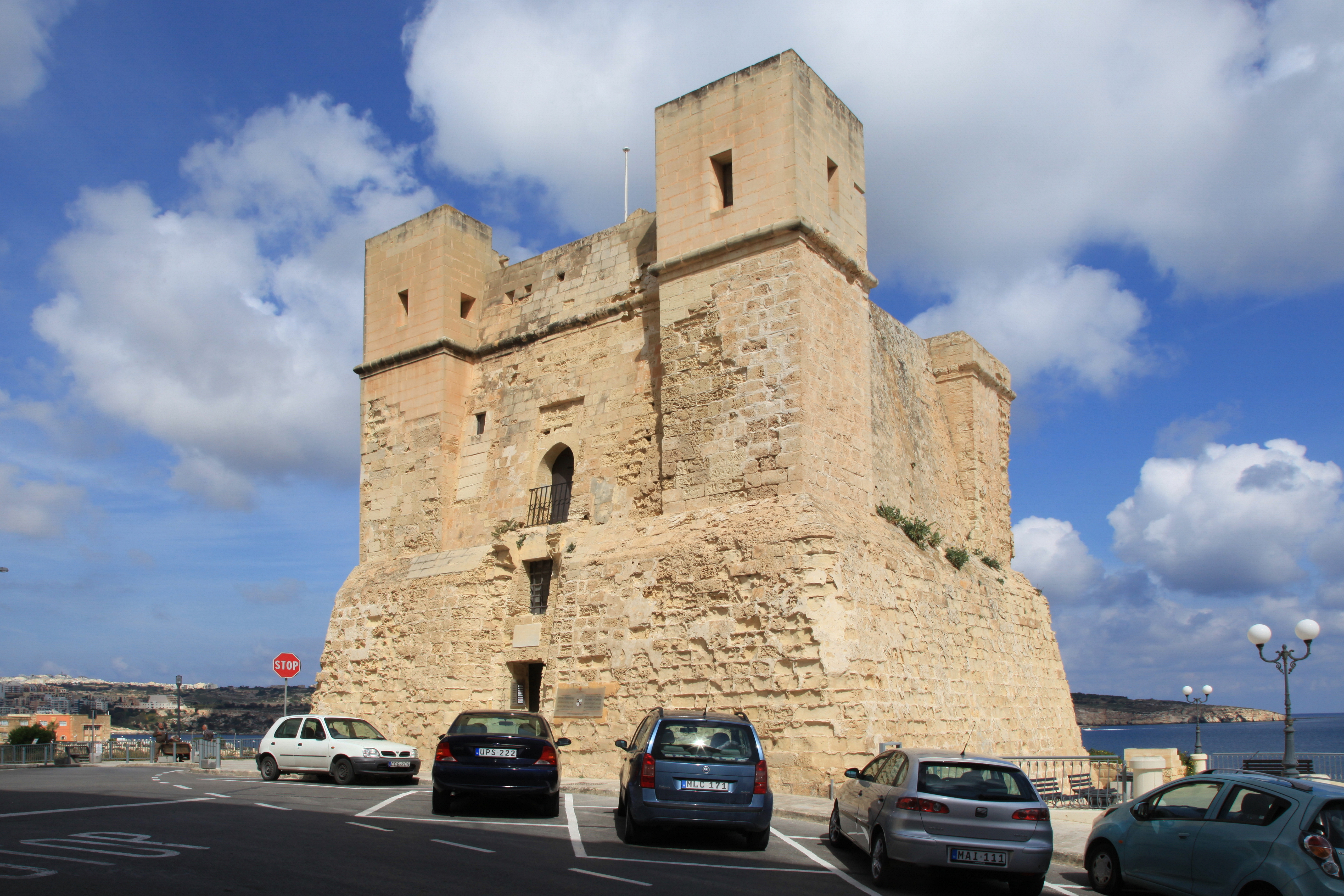
魏格纳克特塔，是马耳他现存最古老的瞭望塔。

尽管港口地区的防御力量获得了显著提升，不过其余的海岸线多数都未设防。1605年，戈佐岛上的Garzes塔开始动工。接下来的数年内， 阿罗夫·德·魏格纳克特建设了魏格纳克特塔来进一步提升海岸线的防御。大团长乔凡尼·保罗·拉斯卡里斯在位之时，数座小塔开始动工。之后继位的马汀·德·雷丁同样也兴建了一系列类似的小塔。最后一个海岸楼塔是1667年尼克拉斯·科东纳在位期间兴建的Isopu塔。
1693年西西里地震摧毁了马耳他不少建筑物，马耳他前首都姆迪纳受灾情况尤为严重。诺曼时期兴建的圣保禄主教座堂严重受损，不久后便被拆除。1697年，建设在圣保禄主教座堂原址的巴洛克式大教堂开始动工。
17世纪至18世纪初，骑士团的海军实力达到巅峰。骑士团参与了数次对抗奥斯曼帝国的海战，如1644年9月28日行动和1656年达达尼尔之战。私掠成为了马耳他经济的重要组成部分之一，一直到18世纪初为止。

### 殖民

圣巴泰勒米徽章里头的马耳他十字。

骑士团在美洲也曾拥有殖民地。1651年5月21日，骑士团从刚解散不久的法国美洲岛屿公司手中购得加勒比海上的四个岛屿：圣巴泰勒米、圣基茨岛、圣克罗伊岛和圣马丁岛。这些岛屿由费利佩·德·普昂西管理，一直到他去世为止。1665年，这4座岛屿被卖给法国西印度公司，象征着地中海以外的骑士团势力正式终结。

## 18世纪

### 世纪初至平托统治时期

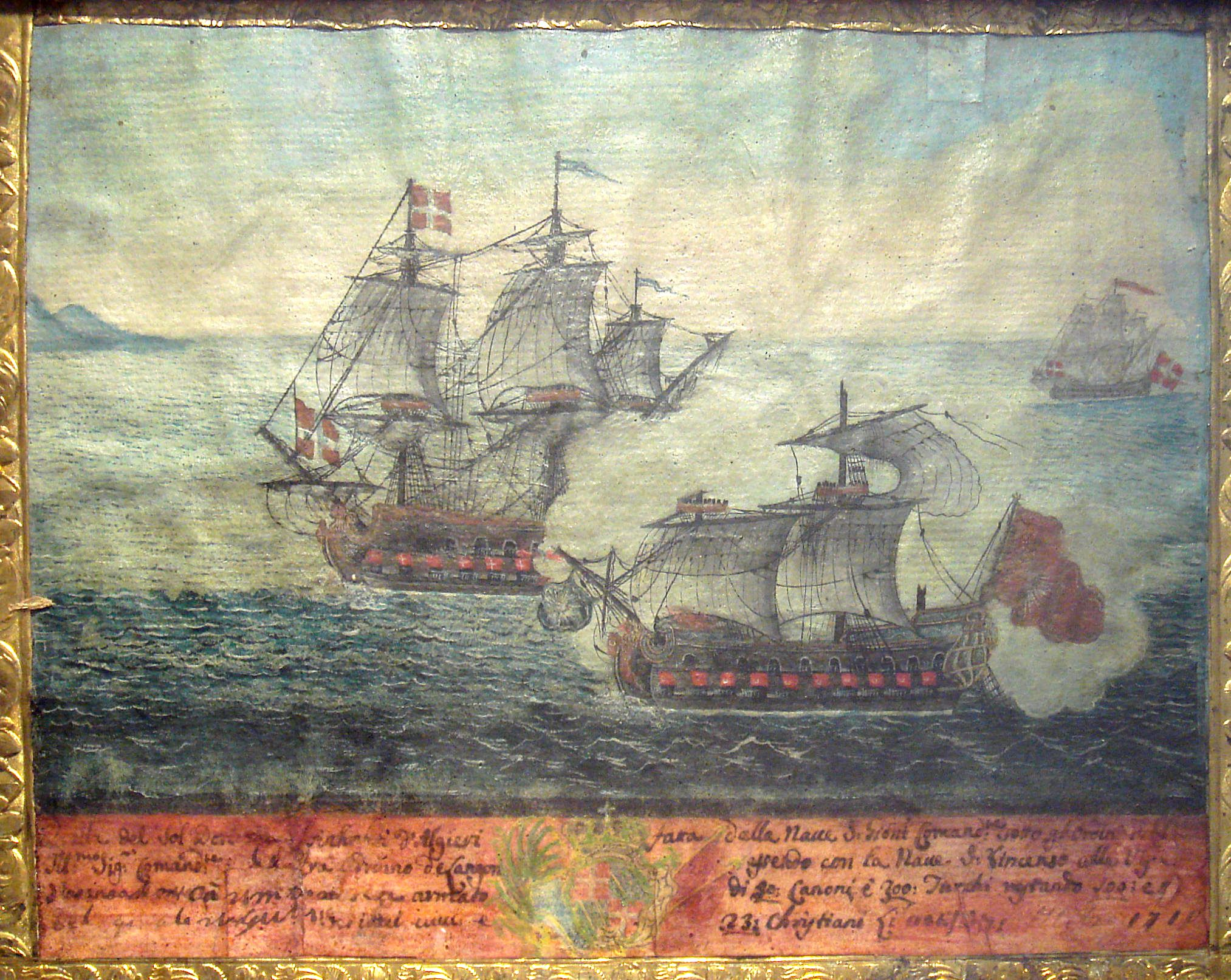
1719年奥斯曼舰队和骑士团海军之间发生的海战。

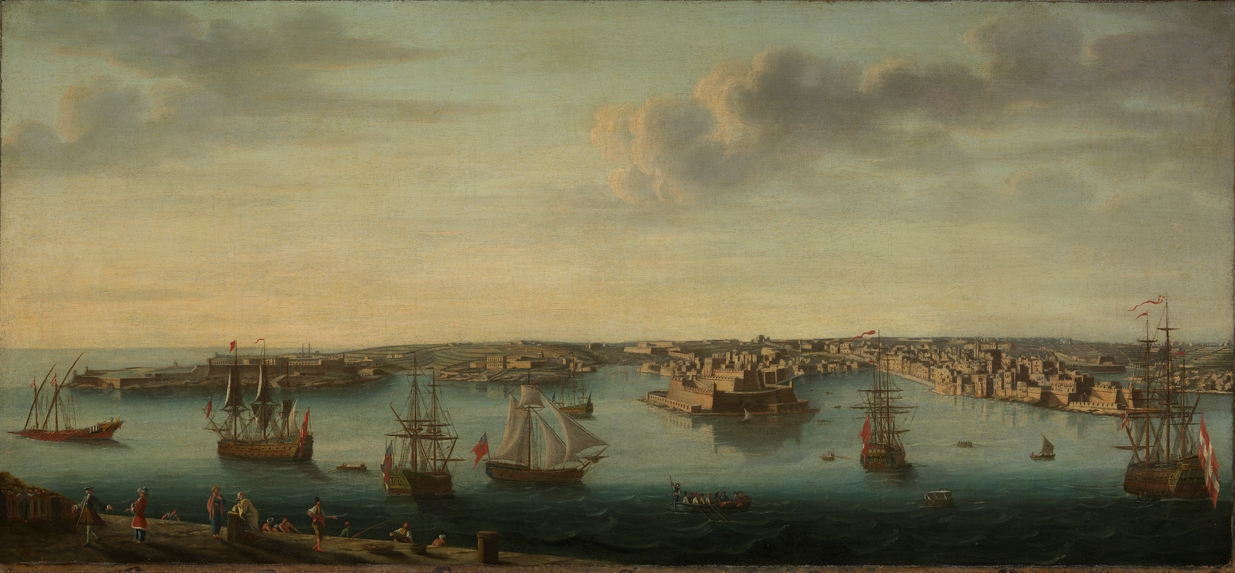
1750年的格兰德港

1714开始，马耳他和戈佐岛的海岸周围建设了约52个炮台与堡垒以及数个壕沟。18世纪的大型防御工事还包括于1749年动工、位于戈佐岛上的钱伯瑞堡以及于1792年动工、位于马萨姆克塞特的蒂涅堡。
在整个18世纪，巴洛克式建筑风靡马耳他。这与两位来自葡萄牙的大团长安东尼奥·曼努埃尔·维列纳和曼努埃尔·平托·丰塞卡有很大的关系。维列纳统治时期，姆迪纳的建筑被重新改造为巴洛克风格。除此之外，马诺埃尔堡和马诺埃尔剧院也是维列纳在位期间修建的巴洛克式建筑。弗洛里亚纳防线和瓦莱塔周围的弗洛里亚纳镇也开始发展，并被大团长授予Borgo Vilhena的称号。1741年至1773年的平托统治时期，巴洛克式建筑继续蓬勃发展，这个时代典型的建筑物有卡斯蒂利亚骑士旅馆和瓦莱塔海滨。
1749年发生了奴隶起义，土耳其奴隶计划刺杀平托，但因计谋败露而失败。
1753年，平托宣示骑士团对马耳他的主权，并与卡洛斯三世统治的西西里王国发生争执。1754年11月26日，双方关系才恢复正常。西西里王国不再拥有对马耳他群岛的控制权，医院骑士团治下的马耳他正式成为一个主权国家。

### 衰退
18世纪的最后三十年内，骑士团的势力不断衰退。这里头的其中一个原因便是平托随意挥霍的行为耗尽了骑士团的财力，更导致骑士团破产。除此之外，马耳他人也渐渐地对骑士团产生了敌意。
1775年，Francisco Ximenes de Texada在位期间发生了司铎起义。叛军占领了圣埃尔莫堡和圣詹姆斯，但这场起义迅速被镇压，叛军首领更遭到处决、囚禁或是流放。
1792年，法国大革命导致骑士团在法国的财产被没收，进一步加剧骑士团本已严峻的财政状况。1798年6月，拿破仑登陆马耳他，骑士团在几乎未作任何抵抗的情况下就投降了。随后，法属马耳他成立，一直到1800年被获得英国帮助的马耳他革命分子驱逐为止，而马耳他则成为了英国的保护国。虽然根据亞眠和約，英国必须将马耳他归还给骑士团，但英国并没有遵守这项约定。当新上任的大团长乔瓦尼·巴蒂斯塔·蒙蒂尼要求英国民事专员亚历山大·波尔归还大团长宫时，波尔在1803年3月2日的回信中表示英国有权继续在该岛驻军，而大团长宫则因为已有英国公务员使用而无法归还。
1813年，马耳他成为英国殖民地，一直到1964年独立为止。骑士团在欧洲变为一个松散的组织，并在19世纪除转向从事人道和宗教事务。1834年，当时已被称为馬爾他騎士團的医院骑士团在罗马的馬爾他宮设立总部，并保留至今。